# 格魯本卡爾峰 (奧茨塔爾阿爾卑斯山脈)

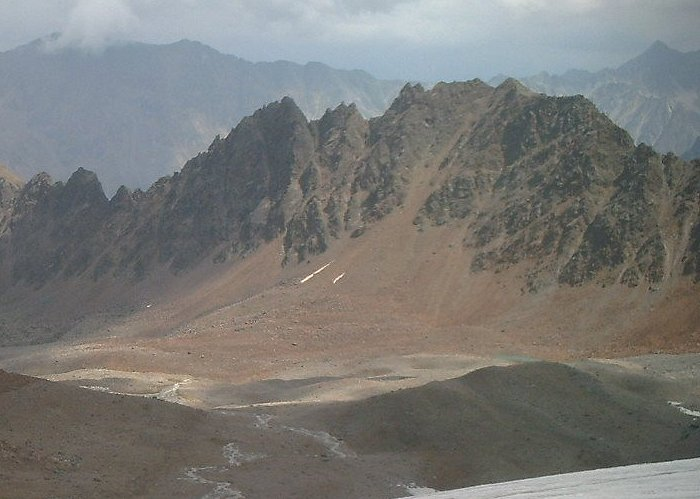

46°56′36″N 10°49′07″E / 46.94333°N 10.81861°E
格魯本卡爾峰（德語：Grubenkarspitze），是奧地利的山峰，位於該國西部，由蒂羅爾州負責管轄，屬於奧茨塔爾阿爾卑斯山脈的一部分，距離武姆塔勒山1公里，海拔高度3,000米，人類在1911年7月8日首次登頂。